# ساختمان ویلیس (لندن)
ساختمان ویلیس یک ساختمان واقع در سیتی لندن، بریتانیا می‌باشد. ساخت و ساز این ساختمان ۲۰۰۴ شروع شد و ۲۰۰۸ به پایان رسید. معمار این بنا نورمن فاستر است. مساحت زیربنای آن ۴۷۵٬۰۰۰ فوت مربع (۴۴٬۱۲۸٫۹ متر مربع)، تعداد طبقاتش ۲۶ است.

## نگارخانه

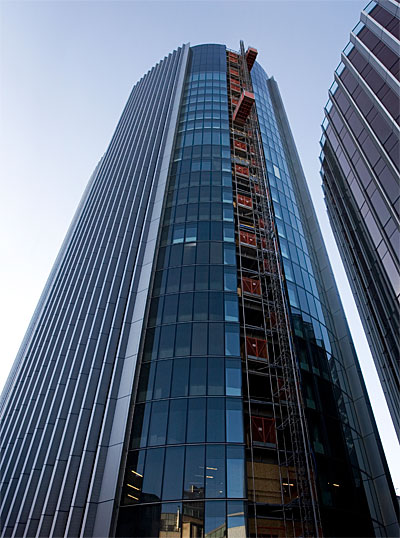
نمایی نزدیک از ساختمان ویلیس
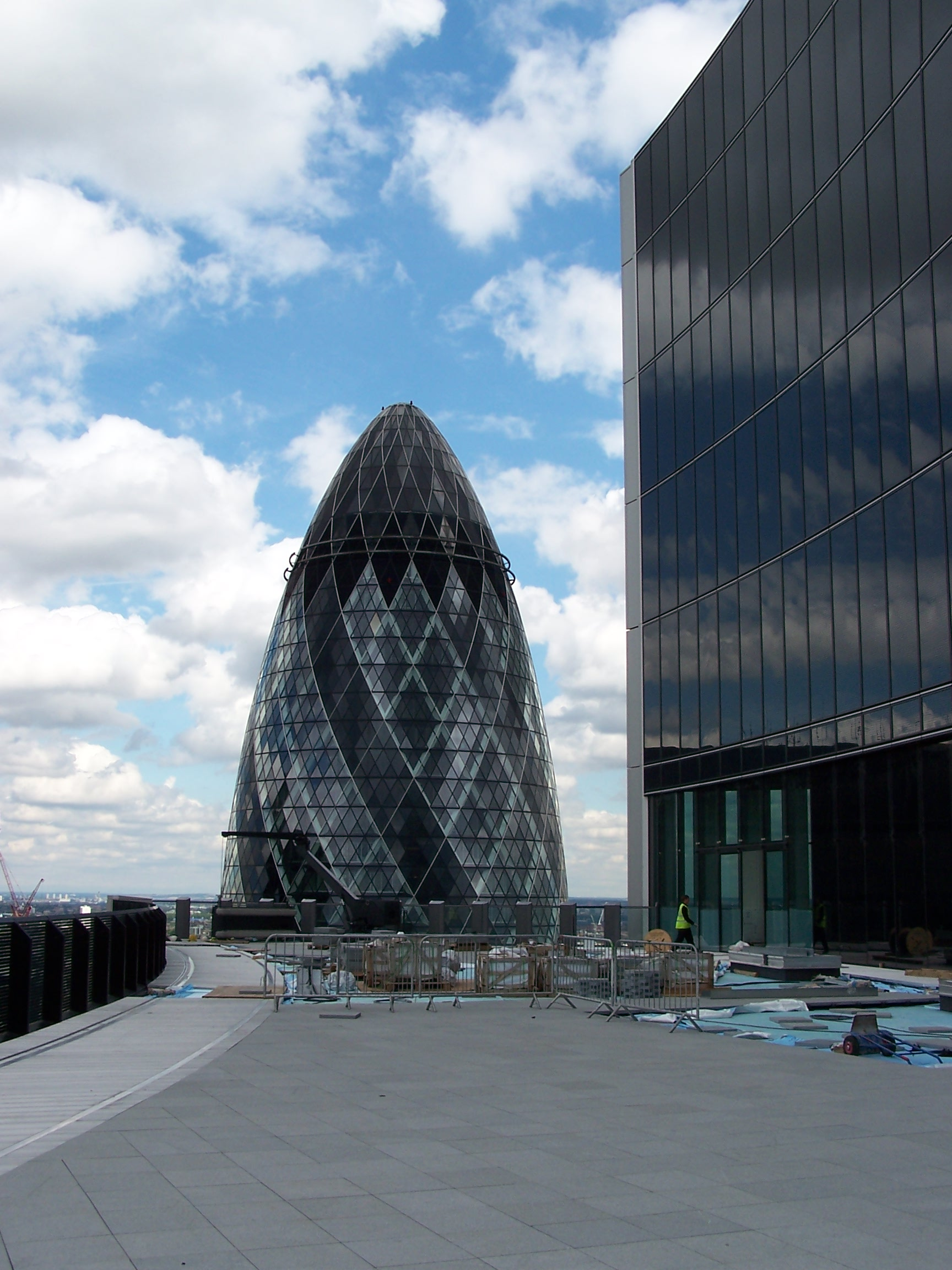
نمایی از برج تبر سنت ماری ۳۰ از برج دوم ساختمان ویلیس
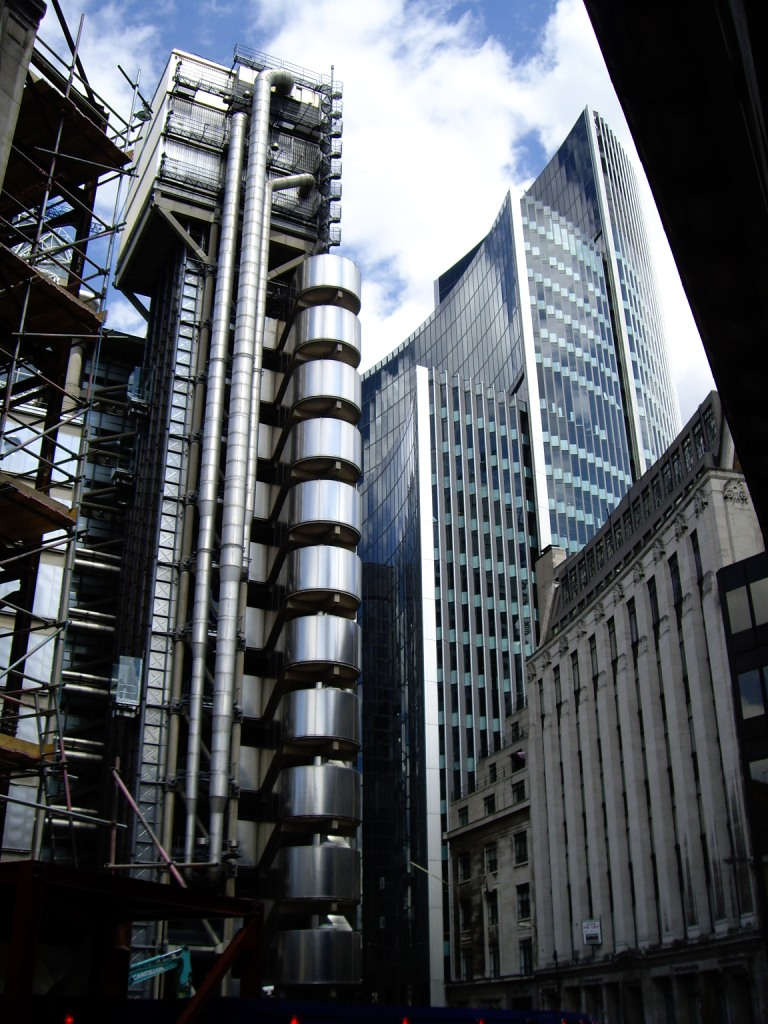
نمایی از ساختمان ویلیس در کنار ساختمان لویدز
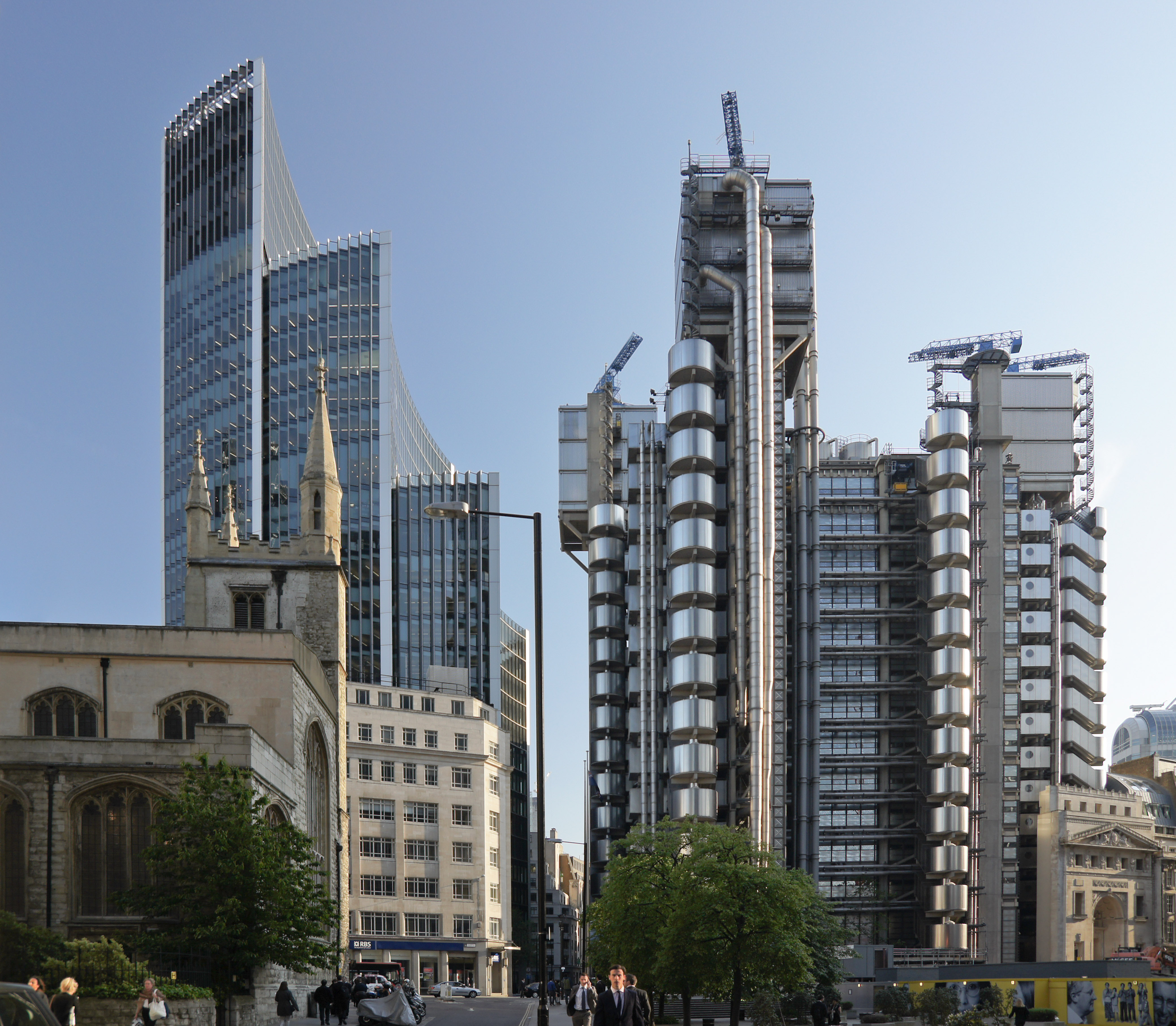
نمایی از ساختمان ویلیس در کنار ساختمان لویدز